# Krŏng Sênmônoŭrôm
Krŏng Sênmônoŭrôm är ett distrikt i Kambodja.   Det ligger i provinsen Mondolkiri, i den östra delen av landet, 260 km öster om huvudstaden Phnom Penh. Antalet invånare är 7 032.